# マリアーン・ハド
マリアーン・ハド（スロバキア語: Marián Had, 1982年9月16日 - ）は、スロバキア出身で、元同国代表の元サッカー選手。現役時代のポジションはDF（左サイドバック）。

## 所属クラブ
- MFKルジョムベロク 2001-2004
- 1.FCブルノ2004-2006
- FCロコモティフ・モスクワ 2006-2007

→ スポルティング・クルーベ・デ・ポルトゥガル 2007 (loan)
→ ACスパルタ・プラハ 2008-2009 (loan)
- ŠKスロヴァン・ブラチスラヴァ 2010-2012

→ FK DAC 1904ドゥナイスカー・ストレダ2012-2013 (loan)
- ジェールETO FC 2013-2014
- FKデュクラ・バンスカー・ビストリツァ 2015
- FCペトルジャルカ・アカデーミア 2017
- ASKコッティングブルン 2017
- OFKブランツ 2018-2023

## 代表歴
- スロバキア代表 2004-2007
  - 2004年11月30日 - A代表初出場 - ハンガリー代表戦